# Горно Йеловце
Горно Йеловце или Горно Йеловци (срещат се и нейотираните варианти Горно Еловце/Горно Еловци, на македонска литературна норма: Горно Јеловце; на албански: Jelloci i Epërm) е село в Северна Македония, в община Гостивар.

## География
Селото е разположено в областта Горни Полог западно от Гостивар високо в източните склонове на Шар.

## История
В обобщен списък на джизието на немюсюлманите от вилаета Калканделен от 18 юли 1628 година селото е отбелязано като Горне Йелофче.
В началото на XIX век Горно Йеловце е смесено българо-албанско село в Гостиварска нахия на Тетовска каза на Османската империя. Андрей Стоянов, учителствал в Тетово от 1886 до 1894 година, пише за селото:
| „ | С. Горно Еловци. – Надъ село има развалини отъ стара църква, която се е казвала св. Атанасъ; въ деня на този святецъ прѣзъ зимата горноеловскитѣ българи колятъ курбанъ при тѣзи развалини. Българитѣ на това село клонятъ да промѣнятъ езика си на арнаутски и говора имъ сега прѣдставлява странна смѣсь отъ българско и арнаутско нарѣчие. | “ |

Според статистиката на Васил Кънчов („Македония. Етнография и статистика“) в 1900 година Горно Еловци има 390 жители българи християни и 320 арнаути мохамедани.
Според патриаршеския митрополит Фирмилиан в 1902 година в Горно Йеловце има 62 сръбски патриаршистки къщи. В 1905 година всички християнски жители на селото са под върховенството на Българската екзархия. Според секретаря на екзархията Димитър Мишев („La Macédoine et sa Population Chrétienne“) в 1905 година в Горно Еловци има 520 българи екзархисти.
При избухването на Балканската война в 1912 година 17 души от Йеловце (Горно и Долно Йеловце) са доброволци в Македоно-одринското опълчение.
В 1913 година селото попада в Сърбия. Според Афанасий Селишчев в 1929 година Горно Еловце е село в Долнойеловската община (с център в Здуне) в Горноположкия срез и има 57 къщи с 405 жители българи и албанци.
Според преброяването от 2002 година селото има 2 жители македонци.

## Личности
Родени в Горно Йеловце
- Арсо Янев, български революционер от ВМОРО, четник на Георги Тодоров[9]
- Атанас Албански (1880 – 1943), български революционер, войвода на ВМОРО и ВМРО
- Димитър (Диле, Димче) Филипов Цветанов (1865 или 1876 - 10 септември 1944), македоно-одрински опълченец, 1-ва рота на 2-ра скопска дружина;[10][11] на 4 март 1943 година като жител на Криволак подава молба за българска народна пенсия; молбата е одобрена и пенсията е отпусната от Министерския съвет на Царство България; умира на 10 септември 1944 година в Царево село, бягайки за България след установяването на комунистическия режим във Вардарска Македония[11]
- Душан Лалушев, български комита на ВМОРО според някои източници смята се за физически ликвидатор на сръбския митрополит Викентий Скопски[12]
- Киро Несторов, доброволец в четата на Иван Атанасов – Инджето през Сръбско-българската война в 1885 година, родом от Горно или Долно Йеловце[13]
- Неофит Попвладимиров, български екзархийски свещеник изтезаван от страна на сръбските власти след 1912 година[14]
- Никола Андреев (1882 – 1917), български революционер, войвода на ВМОРО